# 耶稣堂 (费拉拉)
耶稣堂（意大利语：Chiesa del Gesù）是意大利费拉拉的一座罗马天主教教堂，属于耶稣会，坐落在Borgoleoni街56号，托基托·塔索广场（piazzetta Torquato Tasso）。 

## 历史

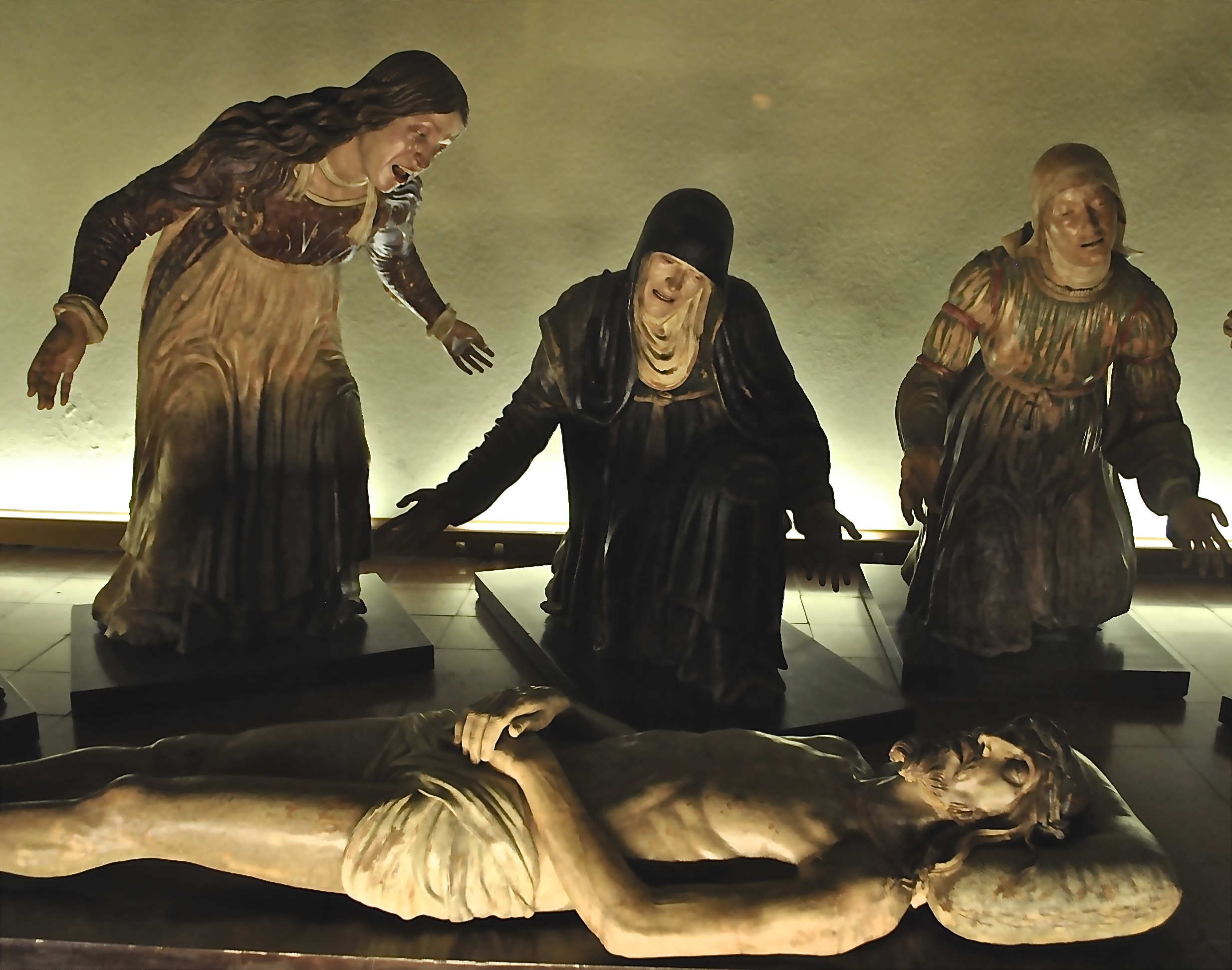

建筑师Alberto Schiatti在1570年为耶稣会设计了教堂。立面简洁。内部装饰也因一场大火以及1773年取缔耶稣会而大部分消失。1814年耶稣会返回该堂。毗邻的修道院现在是法庭。该堂的艺术品包括15世纪雕塑家圭多·马茨尼（Guido Mazzoni）的哀悼基督；在后殿有阿方索二世·埃斯特的第二任妻子奥地利的芭芭拉的陵墓，为弗朗切斯科·卡塞拉的作品。